# Pietradefusi
Pietradefusi es uno de los 119 municipios o comunas (comune en italiano) de la provincia de Avellino, en la región de Campania. Con cerca de 2708 habitantes, según el censo de 2005, se extiende por una área de 9 km², teniendo una densidad de población de 301 hab/km². Linda con los municipios de Torre le Nocelle, Montemiletto, Venticano, Montefusco, San Giorgio del Sannio, y Calvi.

## Demografía
| Gráfica de evolución demográfica de Pietradefusi entre 1861 y 2006 |
|                                                                    |
| Fuente ISTAT - elaboración gráfica de Wikipedia                    |

- Datos: Q55079
- Multimedia: Pietradefusi / Q55079

1. ↑  Worldpostalcodes.org, código postal n.º 83030.
2. ↑  «Codici Catastali». Comuni-italiani.it (en italiano). Consultado el 29 de abril de 2017.